# Samuel K. Zook

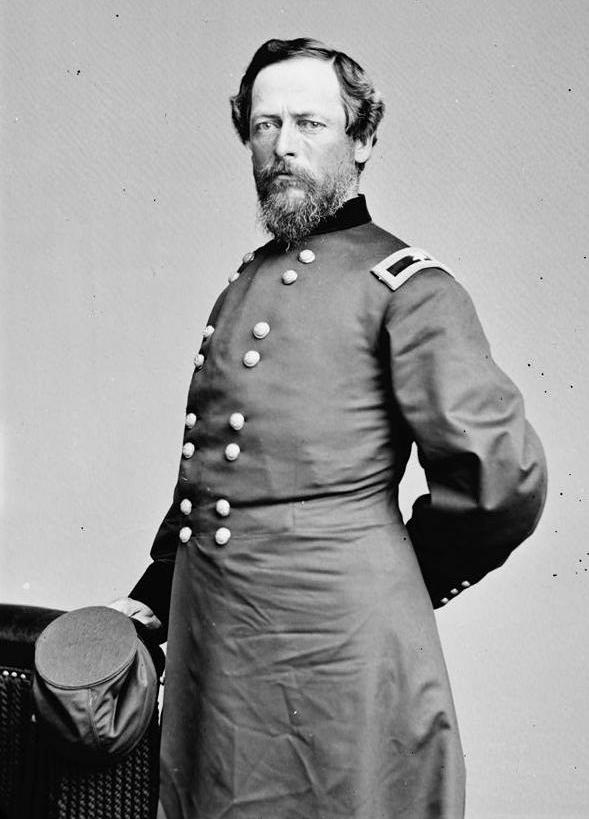
Brigadegeneral Samuel Kosciuszko Zook

Samuel Kosciuszko Zook (* 27. Mai 1821 in Tredyffrin Township, Chester County, Pennsylvania; † 3. Juli 1863 in Adams County, Pennsylvania) war ein US-amerikanischer Brigadegeneral der US Army.

## Leben
Zook, Sohn von Major David Zook und dessen Ehefrau Eleanor Stephens Zook, war Leiter der Washington and New York Telegraph Company. Zu Beginn des Sezessionskrieges trat er in die US Army ein und wurde als Oberst Kommandeur des 57. New Yorker Freiwilligenregiments, mit dem er vom 25. Juni bis 1. Juli 1862 an der Sieben-Tage-Schlacht teilnahm. Im November 1862 gehörte sein Regiment zu einer der ersten Einheiten der Potomac-Armee (Army of the Potomac), die vom 11. bis 15. Dezember 1862 an der Schlacht von Fredericksburg teilnahmen. Anfang 1863 wurde er zum Brigadegeneral befördert und nahm zwischen dem 1. und dem 4. Mai 1863 an der Schlacht bei Chancellorsville teil, ehe er seine Einheit Ende Juni 1863 Richtung Gettysburg verlegte. Am 2. Juli 1863 führte er seine Einheit am zweiten Tag der Schlacht von Gettysburg in den Angriff gegen die Verbände der Confederate States Army von General James Longstreet. Dabei wurde er schwer verwundet und verstarb am darauf folgenden 3. Juli 1863 im Feldlazarett beim Baltimore Pike in Adams County.

## Weblink
- Samuel K. Zook in der Datenbank Find a Grave

| Personendaten    | Personendaten                                       |
| ---------------- | --------------------------------------------------- |
| NAME             | Zook, Samuel K.                                     |
| ALTERNATIVNAMEN  | Zook, Samuel Kosciuszko (vollständiger Name)        |
| KURZBESCHREIBUNG | US-amerikanischer Brigadegeneral im Sezessionskrieg |
| GEBURTSDATUM     | 27. Mai 1821                                        |
| GEBURTSORT       | Tredyffrin Township, Chester County, Pennsylvania   |
| STERBEDATUM      | 3. Juli 1863                                        |
| STERBEORT        | Adams County, Pennsylvania                          |